# Puig de la Pòpia
El Puig de la Pòpia és una muntanya de 410 metres que es troba al municipi d'Albanyà, a la comarca catalana de l'Alt Empordà.